# Inmigración francesa en Venezuela
La inmigración francesa en Venezuela tiene poca relevancia con relación a otras corrientes migratorias como la española, la portuguesa y la italiana, pero tuvo un espacio destacado dentro de la sociedad venezolana.

## Historia
A pesar de los vaivenes en los principios de la etapa republicana, esto no impidió que algunos miles de franceses se instalasen en Venezuela durante el siglo XIX, principalmente procedentes de Córcega y del Suroccidente. Si los corsos lograron prosperar gracias al cacao y al ron en la región de Carúpano (Edo. Sucre), los bearneses se enfrentaron a mayores dificultades, como lo demuestra el fracaso del proyecto de comunidad agrícola francesa "Colonia Bolívar" cerca de Guatire (Edo. Miranda). Los franceses ingresaron a territorio venezolano dejando su influencia cultural en el teatro y las artes, logrando influir en la ciudad de Caracas, al ser los precursores del pensamiento científico en Venezuela. Además, trajeron con ellos sus costumbres.
Sin embargo, no lograron formar una gran comunidad, como lo sucedido en países como Canadá (por su pasado lingüístico), Estados Unidos, Argentina o Brasil. No obstante, lograron sobresalir en la sociedad debido a sus capacidades en los negocios.

## Venezolanos de ascendencia francesa
- Chantal Baudaux, actriz y modelo.
- Luis Daniel Beauperthuy, médico y científico.
- Serge Blanco, rugbista
- Enrique Chaffardet, boxeador
- Henri Charrière, empresario y escritor.
- Carlos Delgado Chalbaud, militar.
- Grecia Colmenares, actriz.
- Daniel Henriquez, creador de Escuela de Agharta.
- Monique Duphill, pianista.
- Marcel Granier, empresario.
- Maurice Hasson, violinista.
- Marco Antonio Lacavalerie, locutor y narrador deportivo.
- Olga Lagrange, socióloga.
- Carmelo Lauría, político.
- Jean Paul Leroux, actor.
- Guy Meliet, modisto.
- Camille Pissarro, pintor.
- Marcel Roche, médico y científico.
- Dominique de Villepin, diplomático.
- Henrique Chaumer, Político, Concejal 1909